# Rogério Mielo
Rogério Mielo de Oliveira (São Bernardo do Campo, 11 febbraio 1977) è un giocatore di calcio a 5 brasiliano.

## La carriera
Mielo approda alla Luparense nel 2006 dopo due campionati con l'Augusta. La stagione seguente viene ceduto in prestito al Domusdemaria. Nell'estate del 2008 torna alla Luparense e diventa un pilastro della squadra di Jesús Velasco. Dopo aver vinto con i lupi tre scudetti e altrettante Supercoppe, nel corso della finestra invernale di trasferimenti del 2012 Mielo passa in prestito questa volta al Verona, sempre club della massima divisione dove rimane fino al termine della stagione.

## Palmarès
- Campionato italiano: 2
Luparense: 2006-2007, 2008-2009
- Supercoppa italiana: 3
Luparense: 2008, 2009, 2012